# Estetická výchova
Estetická výchova je součást pedagogiky a zahrnuje všechny obory umělecké výchovy – literární, výtvarnou, hudební, dramatickou a pohybovou (taneční) výchovu. Jde také o ucelený školní vyučovací předmět, který se zpravidla vyučuje na gymnáziích, ale zde se dělí pouze na teoretickou výuku hudební a výtvarné disciplíny. Jako pedagogická disciplína se studuje na fakultách pedagogických a filozofických, pokud pro ni mají akreditaci (v bakalářském, magisterském a doktorském studiu).
V česko-slovenské vzdělávací tradici zaujímá přední místo tzv. Nitranská estetická škola, kde lze tento obor v ucelené výbavě studovat. Estetická výchova svým obsahem vychází z filozofie výchovy, protože samotná estetika je oborem filozofie krásna, kterou pěstují fakulty filozofické. V českém prostředí převládá mnohdy názor, že estetická výchova je totožná se školním předmětem výtvarná výchova. Tento předmět sice spadá pod oblast estetické pedagogiky také, ale je značně izolovaný ve svém obsahu a pojetí výuky - kromě praktických dovedností se zaměřuje především na teoretické znalosti z dějin a teorie výtvarného umění (podobně jako u výchovy hudební), ale estetická výchova jako umělecky mezioborová disciplína všechna umění prolíná a pracuje (především reflexivně) se žáky na základě přenosu forem a obsahů z jednoho uměleckého druhu do druhého. V českém školství je také dosud problémem složka literární a dramatické výchovy, protože učitel zabývající se literaturou musí být absolventem zpravidla oboru český jazyk a literatura, popř. cizího jazyka, ale v takovém už tak objemném studiu je značný důraz kladem i na lingvistiku. Dramatická pedagogika je zase v běžné školní soustavě zařazena (ne jako předmět) do preprimárního a primárního vzdělávání (mateřské školy a nižší stupeň základní školy) a vyučuje se pak už jen na středních a vyšších školách odborných (uměleckých). Učitel dramatické výchovy jako samostatného předmětu je ale místo univerzitního vzdělání absolventem umělecké akademie. Lze říci, že estetická výchova svým obsahem je soustředěna zejména do základních uměleckých škol, kde se ovšem studují zase jen jednotlivé disciplíny (druhy umění) a kvalifikační předpoklady na tyto učitele jsou nejednotné.